# 黃浩華 (1987年)
黃浩華（英語：Wong Ho Wa，1987年—）是一名香港軟件工程師、數據科學家、香港民主派政治人物。黃浩華同時是 g0vhk（香港零時政府）創辦人、資訊科技界政團 IT Vision 成員，並於2020年香港立法會選舉，代表泛民主派參選資訊科技界功能界別。

## 早年
黃浩華於公共屋邨長大，中學先後就讀東華三院甲寅年總理中學和聖芳濟各書院，並曾多次於香港電腦奧林匹克競賽奪獎。
黃浩華其後入讀香港科技大學，畢業後成為軟件工程師，曾離開香港到北京工作年半。及後在2014年回流香港遇上雨傘運動，黃浩華因而決定留在香港工作，任職數據科學家，同時積極參與社會運動。

## 政治生涯

### 民間參與
中學時期的黃浩華經歷2003年反對《基本法第二十三條
》草案運動，並曾參與七一大遊行，此事亦成為他的政治啓蒙。
2016年，黃浩華創立g0vhk（香港零時政府），參考臺灣零時政府運動，建立網上平台與及資訊科技界的業界網絡，並推動開放數據。2016年香港立法會選舉，他建立 g0vhk 開放政治資訊網站，整合了香港立法會議員出席記錄、表決記錄和候選人資料，以供選民參考。同年下旬，黃浩華加入泛民主派資訊科技界政團 IT Vision，參選2016年香港選舉委員會界別分組選舉，並在業界選民普遍支持下，順利當選特首選委。
2019年香港區議會選舉，黃浩華與 g0vhk 社羣建立《Vote 4 Hong Kong》（網址、簡稱：Vote4.hk；直譯「投票爲香港」），整理候選人資料，製作投票指南。雖然民主陣營在2019年區議會選舉中，奪得絕大部分區議會的主導權，但黃浩華表示新一屆區議會在數據開放方面仍然落後，例如仍有不少工程撥款數據難以搜尋，甚至有部份公開的財政文件出是在打印後再掃描的紙本文件，成為市民監察議會的障礙。
2020年2019冠狀病毒病大流行，因應香港疫情在爆發初期抗疫資訊混亂，黃浩華續夥同 Vote4.hk 拍檔梁逸風、黃漢斌在兩日內建立疫情數據網站，整合確診人數、高危地點、口罩價格等抗疫資訊。民間資訊團隊後來擴展至約二十名義工，並透過網絡爬蟲工具配合人手更新，定期更新資訊。黃浩華表示這資訊平台最困難的是，調查與核實黑心口罩和口罩炒家，耗費了大量義工心力。他亦批評政府官方網站上載疫症統計數據緩慢，官方網站數據往往在衛生防護中心每日4:30pm 記者會後數小時才更新，只能靠義工等待最新數據。不過，黃浩華亦讚賞香港政府幾年間在開放數據方面的進步，個別數據已經有得機讀格式，只是仍落後於上海、臺灣，相比《開放數據指數》的標準仍有不少改善空間。

### 參選立法會
2020年7月頭，時任香港立法會資訊科技界議員莫乃光宣佈不會競逐連任，並會推舉新人接棒。莫乃光表示原先是爲應付這屆立法會選舉中，民主陣營可能面對的大規模 DQ（取消資格），而在尋找 Plan B（後備）過程中發現新人做 Plan A（首選）更好，所以於提名期前決定不尋求連任。
7月19號，提名期開始，黃浩華開記者會宣佈，會參選2020年香港立法會選舉資訊科技界功能組別。黃浩華表示自己向來追求自由民主，資訊科技界亦最注重資訊自由，而香港國家安全法威脅到香港網絡自由，他希望以資訊科技的專業技能實踐資訊自由、開放政府、公民參與的理念。黃浩華參選除獲莫乃光和 IT Vision 全體支持外，亦獲「滑鼠娘娘」鄺頌晴、九龍城區議員鄺葆賢醫生等二十多人為他站台。黃浩華亦表示簽署選舉事務處的《確認書》，確認擁護《香港基本法》。
評論多數將黃浩華歸入泛民主派入面的溫和派，而黃浩華則表示因爲業界光譜好闊，自己的政治派系也難以界定。

## 倡議開放數據
黃浩華認爲推動開放數據有兩個層面，第一層是公共機構願意向公眾公開內容，滿足公衆知情權；第二層是公開資訊內容需為機讀數據。他提倡設立《檔案法》，監管公共機構保存檔案並公開資訊，因爲既有的《公開資料守則》空有機制予公民索取政府資訊，卻無監管機構如何發放資訊，守則亦無執法權力。
黃浩華認為開放數據需在公衆知情權與個人私隱之間做好平衡。他批評香港政府態度保守，躲於私隱原則後不願公開資訊，例如警察放催淚彈的地點、拘捕人數等資料均應盡快公開，免得傳媒、公衆胡亂猜測。另一方面，他反對香港政府使用具拍攝路人功能的「智慧燈柱」，因爲即使政府不使用人面辨識，都難以完全消滅燈柱影片的洩漏風險，甚至成為中國社會信用評級系統的一部分。而在2019年反對逃犯條例修訂草案運動期間，個別示威者因質疑智慧燈柱為政府監控工具，破壞智能燈柱；黃浩華在代表資訊科技界出席民間記者會時提出，科技發展的前提是互信，如果香港政府不答應五大訴求，不重建政府誠信，提出任何科技政策都是徒然。

## 外部連結
- GitHub: howawong（页面存档备份，存于）
- g0vhk 香港零時政府（页面存档备份，存于）
- 黃浩華2020年競選官網（页面存档备份，存于）